# Трусова, Татьяна Тимофеевна
Татьяна Тимофеевна Трусова (24 декабря 1916 — 3 января 1987) — передовик советского сельского хозяйства, телятница совхоза «Красный маяк» Лужского района Ленинградской области, Герой Социалистического Труда (1966).

## Биография
Родилась в 1916 году в деревне Покровка, ныне Лужского района Ленинградской области.
Супруг, политрук Красной Армии, погиб на фронте в начале Великой Отечественной войны. Осталась вдовой с тремя детьми. После освобождения территории от немецко-фашистских захватчиков, стала работать дояркой совхоза «Красный маяк». проработала с 1944 по 1960 год.
Работая на ферме выдвинулась в передовики производства. Смогла получить более 5000 килограммов молока от каждой коровы. За высокие показатели награждена Орденом Трудового Красного Знамени. В дальнейшем надои в её группе только увеличивались.
С 1960 по 1971 годы работала телятницей фермы «Ящера» совхоза «Красный маяк» Лужского района Ленинградской области. Успешно работала и добилась среднесуточного прироста телят на 800 граммов.
Указом Президиума Верховного Совета СССР от 22 марта 1966 года за получение высоких результатов в сельском хозяйстве и рекордные показатели в животноводстве Татьяне Тимофеевне Трусовой было присвоено звание Героя Социалистического Труда с вручением ордена Ленина и медали «Серп и Молот».
Продолжала работать на ферме, в 1971 году вышла на заслуженный отдых. Избиралась депутатом Ленинградского областного совета депутатов.
Жила в деревне Ящера. Умерла 3 января 1987 года. Похоронена на сельском кладбище.

## Награды
За трудовые успехи была удостоена:
- золотая звезда «Серп и Молот» (22.03.1966)
- орден Ленина (22.03.1966)
- Орден Трудового Красного Знамени (22.10.1949)
- другие медали.